# Babyschampo

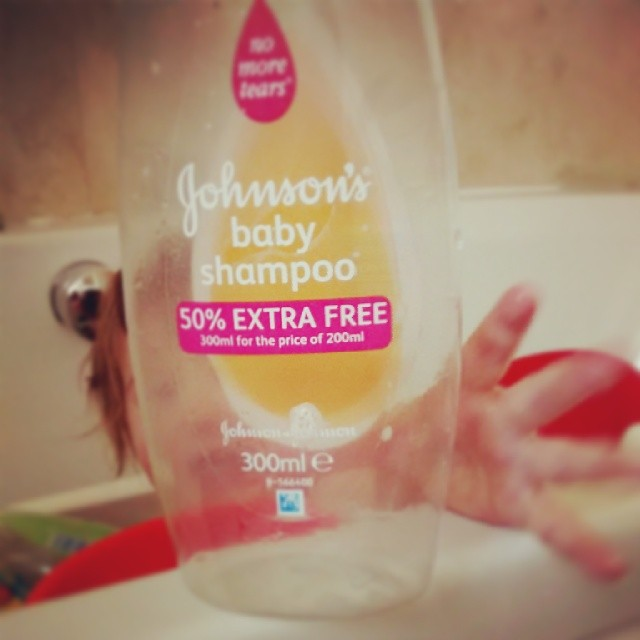
En tom flaska babyschampo.

Babyschampo är utformat så att det är mindre irriterande för ögonen än ett vanligt schampo.
De flesta babyschampon innehåller natriumtridecylsulfat (STS). Alternativt kan babyschampo utformas med hjälp av andra ytaktiva ämnen, framförallt icke-joniska tensider, som är mycket mildare än anjoniska.